# Cratere Arthur
Arthur è un cratere sulla superficie di Mimas.